# Белфильд
Белфильд (англ. Belfield; ирл. Belfield) — пригород Дублина, расположенный в графстве Дун-Лэаре-Ратдаун, провинции Ленстер, Ирландия. Белфильд известен тем, что на его территории располагается главный кампус Дублинского университетского колледжа.
Белфильд находится в непосредственной близости от пригородов Дублина Готстауна и Стиллоргана, а также его районов Клонски, Болсбридж, Доннибрук. Город назван в честь дома и владений Белфильдов, одного из восьми поместий, купленных для формирования главного кампуса Дублинского университетского колледжа.

## История
Белфильд был одним из первых городов, который предложили в качестве возможного места для размещения Дублинского аэропорта. В настоящее время Белфильд прочно ассоциируется с Дублинским университетским колледжем, главный кампус которого занимает пространство в 132 гектара и располагается на территории пригорода.
Дублинский университетский колледж (первоначально Католический университет Ирландии) основан в 1851 году Джоном Генри Нюманом, который стал его первым ректором. В 1934 году Колледж купил дом Белфильдов и с 1949 по 1958 год приобрел группу прилегающих поместий для формирования потенциала недвижимости кампуса.
В 1960 году Правительство рекомендовало переместить Колледж из центра Дублина в Белфильд. Первые построенные в 1964 году здания нового кампуса принадлежали научному факультету. Другие факультеты переезжали в Белфильд по мере завершения строительства новых зданий, хотя на 2007 год часть из них по-прежнему располагается в центре Дублина. Кроме того, Школа бизнеса Майкла Смурфита, базирующаяся на месте Карисфорта (бывшей Школы Образования), располагается в Блэкроке.

## Инфраструктура
В пригороде располагается большой офисный парк Белфильда с большим международным call-центром компании Hewlett-Packard, а также спортивная площадка, Шар Белфильда (англ. The Belfield Bowl), на которой команды Дублинского университетского колледжа по футболу и регби играют в высших дивизионах соответствующих лиг.

### Офисные парки
В Белфильде располагается несколько офисных парков: офисный парк Белфильда, офисный парк Бич Хилл, Клонскиг Драйв. Некоторые международные компании, расположенные здесь:
- Hewlett-Packard: до 2008 года большинство вызовов компании проходили через call-центр в офисном парке Белфильда, но потом большинство сотрудников переехали в новую штаб-квартиру HP в Лейкслип. Однако некоторые специализированные подразделения остались в Дублине, например, IT-поддержка Банка Ирландии.
- Ericsson[2]: в Белфильде располагается несколько отделов (преимущественно продаж и маркетинга) этого шведского телекоммуникационного конгломерата.
- Smurfit Kappa Group: головной офис компании располагается в Белфильде на Бич Хилл.